# 邁韋湖
40°17′S 72°03′W / 40.283°S 72.050°W

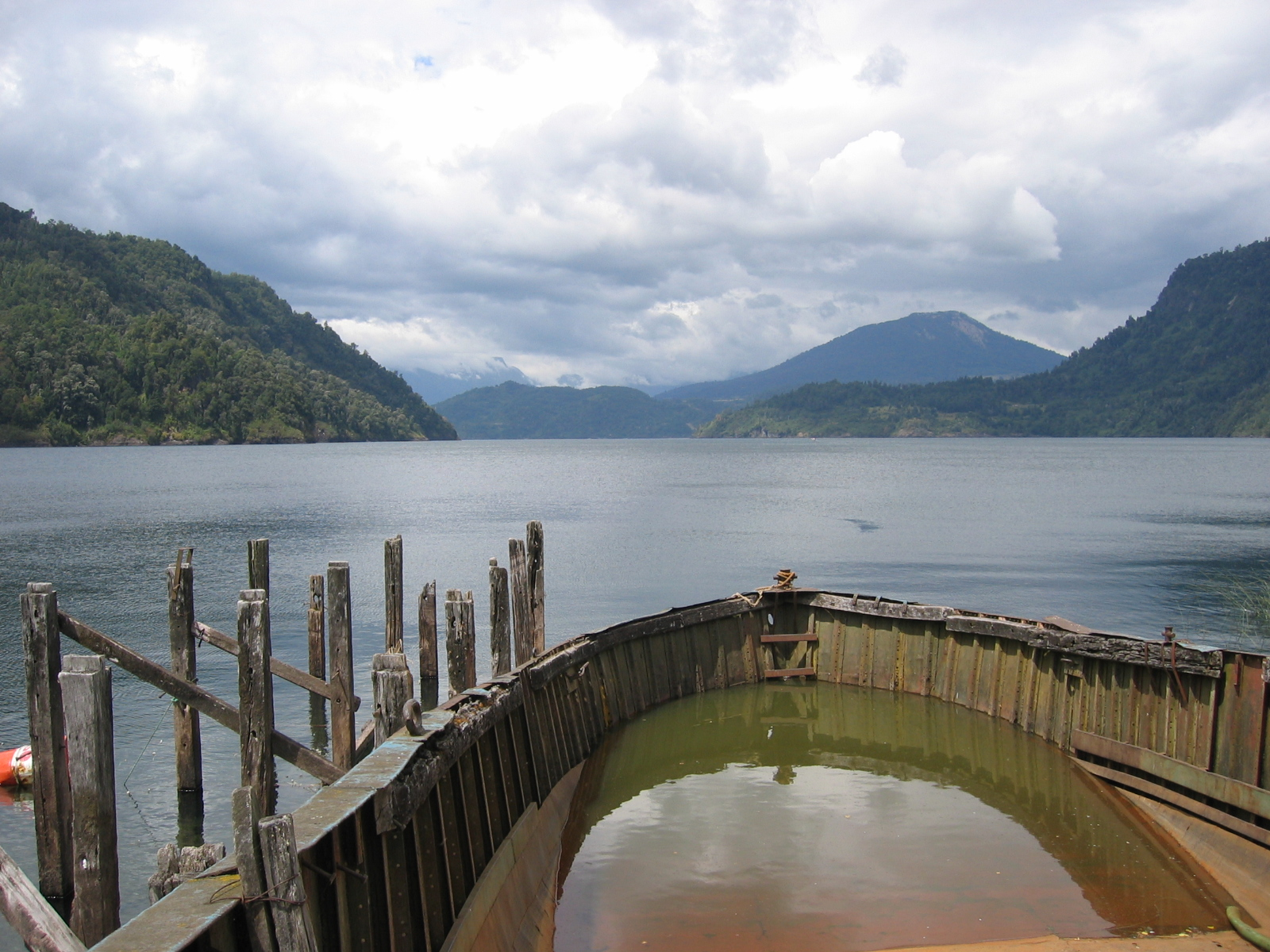

邁韋湖是智利的湖泊，位於該國南部安第斯山脈地區，處於蘭科湖以東，由蘭科省負責管轄，面積46平方公里，海拔高度70米。2007年11月27日，一艘駁船發生翻船事故，造成17人死亡、11人失蹤。